# Lazók Mátyás
Lazók Mátyás (Budapest, 1983. június 27. –) magyar színművész.

## Életpályája
A szentesi Horváth Mihály Gimnáziumban érettségizett. 2004–2008 között a Színház- és Filmművészeti Egyetem hallgatója volt. 2010–2013 között a Szegedi Nemzeti Színház tagja volt. 2013-tól szabadúszó.

## Fontosabb színházi szerepei
- John Ajvide Lindqvist–Jack Thorne: Engedj be! (Jimmy) – 2017/2018
- Szép Ernő: Fiú, leány (Dudus) – 2013/2014
- Bernard-Marie Koltès: Roberto Zucco (Szereplő) – 2013/2014
- Max Frisch: Játék az életrajzzal (Rotz, Thomas) – 2013/2014
- Füst Milán: Boldogtalanok (Hentesinas) – 2012/2013
- Pozsgai Zsolt: Pipás Pista (Pityu, a süketnéma fiú, 20 éves) – 2012/2013
- Dale Wasserman–Mitch Leigh–Joe Darion: La Mancha lovagja (Anselmo) – 2012/2013
- Fjodor Mihajlovics Dosztojevszkij: Karamazovok (Aljosa Karamazov), (Dalszerző) – 2012/2013
- Polcz Alaine: Asszony a fronton (Fiú) – 2012/2013
- Anton Pavlovics Csehov: Három nővér (Fedotyik Alexej Petrovics, zászlós) – 2010/2011
- William Shakespeare: A makrancos hölgy (Grumio, Petruchio szolgája) – 2010/2011
- Bodolay–Molière: A képzelt fösvény beteg (Dr. Simon, Hitelosztály-szervező / Öreg Pedró) – 2010/2011
- Molnár Ferenc: Liliom – Egy csirkefogó élete és halála (A Hollunder fiú) – 2009/2010
- Fenyő Miklós–Tasnádi István: Aranycsapat (Cicero) – 2009/2010
- Vörösmarty Mihály: Csongor és Tünde (Berreh) – 2009/2010
- Bergendy István–Csukás István: Lúdas Matyi (Díszlettervező) – 2008/2009
- Molière: Úrhatnám Polgár (Jourdain inasa) – 2007/2008
- Lázár Ervin: Berzsián és Dideki (Áttentő) – 2002/2003
- William Shakespeare: Sok hűhó semmiért (Egy fiú) – 1999/2000

### Filmes és televíziós szerepei
- Zsaruk (2014) ...Holló Árpád
- Jóban Rosszban (2016) ...Telki Oszkár
- Holnap Tali! (2017) ...tolvaj
- Guerilla (2019)
- Larry (2022)
- Tündérkert (2023) ...Falusi legény